# Eric Forman
Eric Albert Forman is een personage in de Amerikaanse televisieserie That '70s Show van Fox Networks, gespeeld door Topher Grace. Het karakter van het personage is gebaseerd op het leven van de bedenker van de serie Mark Brazill. De voornaamste plek waar de serie zich afspeelt, is in en rond het huis van Eric, vaak in de kelder, waar de hangplek voor hem en zijn vijf vrienden is. De moeder van Eric is een ietwat drukke vrouw met eigenaardige trekjes en zit in de menopauze (Kitty Forman). Zijn vader is een strenge oorlogsveteraan (Red Forman) en Eric heeft een oudere zus (Laurie Forman).

## Personaliteit
Eric heeft verschillende kanten. Hij wordt vaak benoemd door zijn vrienden als aardig, klunzig, zwak en geek. Hij is een slimme tiener met een sarcastische humor. Enkele van zijn bijnamen zijn Foreplay (bedacht door Casey Kelso), Foreskin (bedacht door Donna) en Zitty Stardust (bedacht in de aflevering Yearbook Photo, omdat Eric nooit zonder puistjes op een foto kon staan). Eric luistert naar muziek van Led Zeppelin, KISS, Aerosmith, Pink Floyd, Lynyrd Skynyrd, Styx en Rush. Hij is ook een Beatles-fan. Eric heeft in de acht seizoenen vele baantjes gehad. Hij werkt bij de bedrijven Fatso Burger (Fastfoodrestaurant), Price Mart (supermarkt, waar Red de manager van is), een hondenvoerfabriek en bij het hotel Holiday Hotel als ober.

## Sciencefiction
Eric is bekend om zijn liefde voor sciencefictionfilms, zoals Star Trek en met name voor de hexalogie Star Wars. Hij verzamelt allerlei actiefiguren, posters, films en ander speelgoed in zijn kamer. Zijn favoriete collectie is die van de G.I. Joe-poppen. Ook is er een theorie dat Eric een Spider-Man-fan is, gebaseerd op zijn lakenzak en strips van deze Marvel Comics stripreeks.

## Steven Hyde
Eric is beste vrienden met rebel Steven Hyde. Samen met de andere vrienden roken ze vaak wiet in de kelder. Ook doen ze graag illegale dingen, zoals straatnaamborden stelen. (In de aflevering: Hyde's Birthday steelt Eric, samen met Donna en Michael, het straatnaambord van High Street). Als de moeder van Hyde in het eerste seizoen de stad verlaat en hem achterlaat, trekt Hyde in bij de familie Forman. Nadat de vader van Eric (Red Forman) Hyde uit het huis heeft gegooid, na een arrestatie tot drugsbezit, haalt Eric zijn vader over en mag Hyde uiteindelijk weer terugkomen.

## Donna Pinciotti
Erics vriendin is Donna Pinciotti (Laura Prepon), het buurmeisje. De gehele serie draait vooral om deze relatie. Ze zijn al van jongs af aan vrienden en in het eerste seizoen worden ze verliefd op elkaar. Voordat dit gebeurde, probeerde Hyde Donna in te pikken van Eric. In de aflevering That 70's Pilot zoenen ze voor het eerst. En in de aflevering It's a Wonderful Life wordt duidelijk dat, als ze niet gezoend zouden hebben, er vreselijke dingen zouden gebeuren met de tieners. Hyde zou met Donna trouwen, een (Hells Angels achtige) biker worden en vaak in de gevangenis zitten, en Eric zou met Big Rhonda trouwen en een waterbeddenwinkel hebben.